# Katedra technické a informační výchovy Pedagogické fakulty Univerzity Palackého
Katedra technické a informační výchovy Pedagogické fakulty Univerzity Palackého je jednou z nejstarších kateder na Pedagogické fakultě UP v Olomouci. Vznik katedry je datován k roku 1959, což ji řadí mezi pracoviště s nejdelší tradicí nejen v rámci tehdejšího Pedagogického institutu v Olomouci, ale i v porovnání s dalšími vysokoškolskými vzdělávacími institucemi v celé České republice. Od té doby prošla z hlediska její koncepce dynamickým vývojem, ať se již jedná o odbornou přípravu budoucích učitelů, zajišťování celoživotního vzdělávání, projektovou činnost, mezinárodní spolupráci, materiálně-technické zabezpečení, anebo o aktivity vědecko-výzkumné. S postupem času se proměnila v excelentní pracoviště na poli didaktiky technického vzdělávání (technické výchovy, polytechnického vzdělávání) a didaktiky informatiky (informační výchovy). Sehrává významnou roli na evropské i světové úrovni, což mj. dokládají četné vědecko-výzkumné výstupy indexované ve významných databázích (Web of Science a SCOPUS) a jejich mezinárodní ohlasy.

## Studium
V současné době nabízí studium na úrovni bakalářské, magisterské a doktorské. Konkrétně se jedná studijní programy Technika a praktické činnosti se zaměřením na vzdělávání (bc.), Informační technologie se zaměřením na vzdělávání (bc.),  Učitelství praktického vyučování a výcviku (bc.), Učitelství techniky pro SŠ a praktických činností pro 2. st. ZŠ (nmgr.), Učitelství informatiky pro 2. st. ZŠ (nmgr.) a Didaktika informatiky (Ph.D.). Kromě vysokoškolského studia lze na katedře absolvovat kurzy DPVV. 

## Pracoviště
Při Katedře technické a informační výchovy působí specializované pracoviště TechnoLab. Dále spravuje sbírku metodických námětů TechnoMet.
Pracovníci katedry (stav 2017):
| Profesoři                          | Docenti | Odborní asistenti a asistenti | Sekretariát                 |
| prof. Ing. Veronika Stoffová, CSc. | doc. PhDr.PaedDr. Jiří Dostál, Ph.D. doc. PhDr. Miroslav Chráska, Ph.D. doc. PhDr. Milan Klement, Ph.D. doc. PaedDr. Jiří Kropáč, CSc. doc. Ing. Čestmír Serafín, Dr. | PhDr. Pavlína Částková, Ph.D. Mgr. Martin Havelka, Ph.D. RNDr. Miroslav Janu, Ph.D. Mgr. Jaromír Basler Mgr. Tomáš Dragon Mgr. Michal Mrázek Mgr. Luděk Kvapil, Ph.D. Mgr. Jan Kubrický, Ph.D. | Mgr. Veronika Neumeisterová |